# Медаль Левенгука

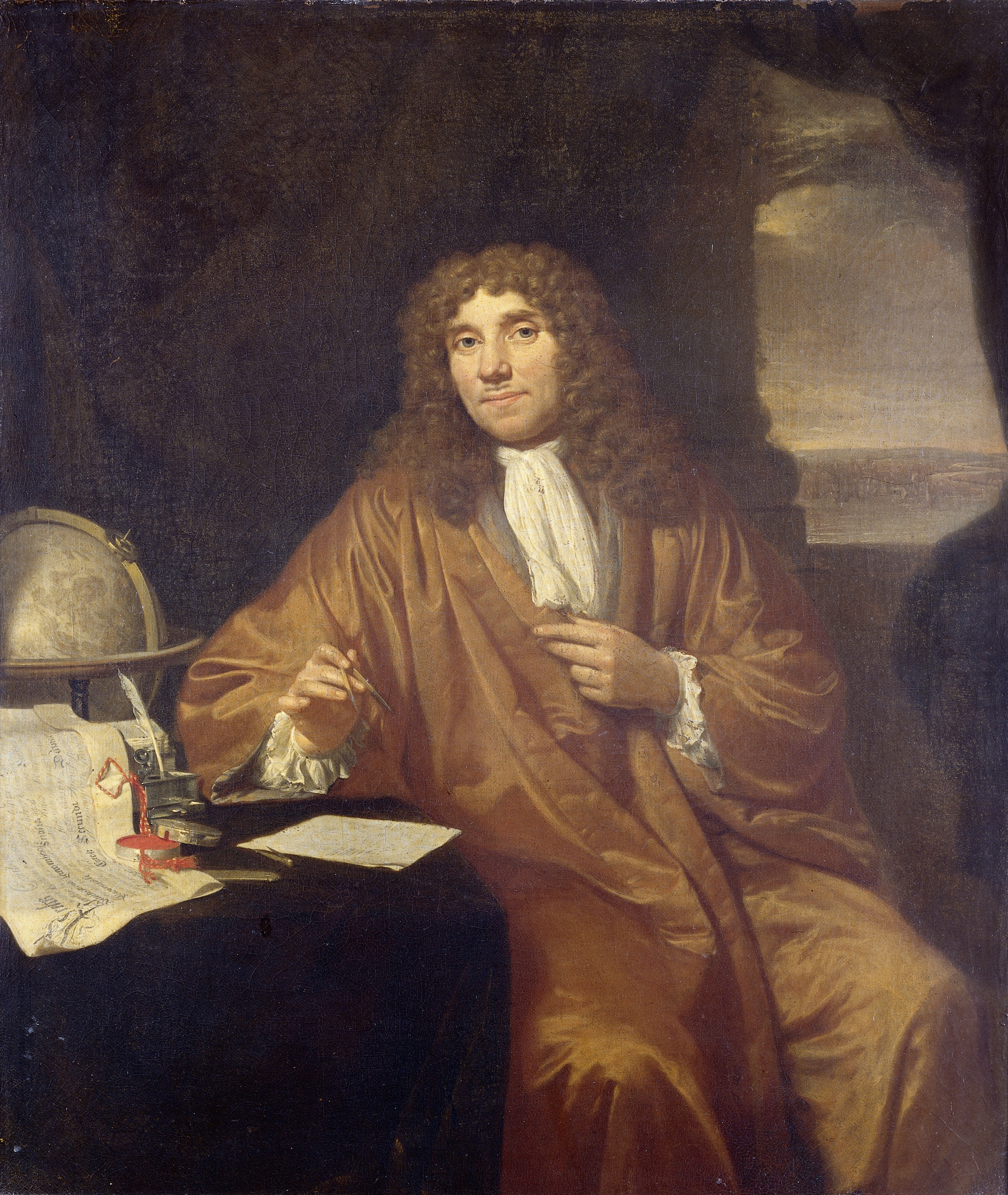
Антони ван Левенгук

Медаль Левенгука (англ. Leeuwenhoek Medal) — голландская награда за выдающиеся исследования в области микробиологии, которую вручает Нидерландская королевская академия наук.

## История
Премия учреждена в 1877 году и носит имя голландского натуралиста, конструктора микроскопов и основоположника научной микроскопии Антони ван Левенгука. Премия вручается учёным разных стран один раз в 10 лет.

## Лауреаты
- 1877 Христиан Готфрид Эренберг, Германия
- 1885 Фердинанд Кон, Польша
- 1895 Луи Пастер, Франция
- 1905 Мартинус Бейеринк, Нидерланды
- 1915 Дэвид Брюс, Великобритания
- 1925 Феликс д’Эрель, Египет
- 1935 Сергей Виноградский, Франция
- 1950 Зельман Абрахам Ваксман, США
- 1960 Андре Львов, Франция
- 1970 Корнелис ван Ниль (Kees van Niel), США
- 1981 Roger Yate Stanier[англ.], Канада
- 1992 Карл Вёзе, США
- 2003 Штеттер, Карл, Германия
- 2015 Вентер, Крейг, США